# Pentaschistis pseudopallescens
Pentaschistis pseudopallescens är en gräsart som beskrevs av Hans Peter Linder. Pentaschistis pseudopallescens ingår i släktet Pentaschistis och familjen gräs. Inga underarter finns listade i Catalogue of Life.